# Hullámlovaglás

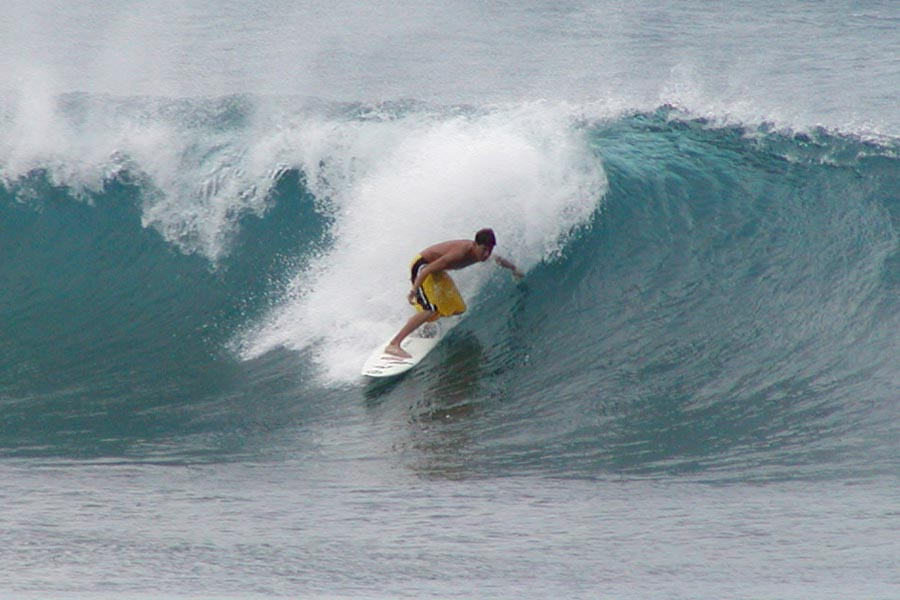
Szörfös Oahun

A hullámlovaglás vagy szörf (angol eredetije a surf, ami bukóhullámot jelent) az olimpiai sportágak egyike. Eleinte a Hawaii-szigetek partjainál, majd más tengerpartokon is megfigyelték, hogy a víz mozgásának iránya és erőssége, valamint a tengerfenék tagoltsága (talapzati gyűrődések) sajátos, tarajos bukóhullámokat gerjeszt, melyeknek a part irányába igen nagy a tolóerejük.
Ezt a tolóerőt kihasználva némi technikai tudás birtokában egy szörfdeszka segítségével lehet a hullámokat meglovagolni, látványos manővereket (például „szörfözés a csőben”) végezni. Mindezt a "surfing" művelői vitorlázat nélkül, csak a víz felhajtó- és tolóerejére támaszkodva végzik.
A szörfözés nemcsak fizikai, hanem mentális kihívást is jelent: szükséges hozzá kiváló egyensúlyérzék, gyors reakcióidő, erőnlét, kitartás, valamint a természet elemeinek ismerete és tisztelete.

## Fajtái
1. Hullámszörf (surfing)
  - A klasszikus forma, ahol a sportoló az óceán hullámain lovagol.
  - Az indulás általában fekvő pozícióból történik, majd a sportoló feláll a deszkára és irányítja azt a hullám tetején.
  - Versenyszinten értékelik a hullám kihasználását, trükköket, manővereket.
2. Széllovaglás (windsurfing)
  - Egy szörfdeszka és egy vitorla kombinációjából áll.
  - A sportoló a szél erejét használja a haladáshoz, a deszka pedig a vízen siklik.
  - Dinamikus sportág, amely különösen kedvelt tavakon és tengerpartokon.
3. Kitesurfing
  - A sportoló egy szörfdeszkán áll, miközben egy nagy ernyő (kite) húzza őt előre a szél erejével.
  - Nagy sebesség és látványos ugrások, trükkök jellemzik.
4. SUP – Stand Up Paddle
  - A sportoló állva evez egy nagyobb, stabil deszkán, akár sík vízen is.
  - Ideális rekreációs célra, de versenyformája is létezik (pl. gyorsasági SUP).
5. Foil surfing
  - Egy speciális, víz alatti szárnnyal (foil) ellátott szörfdeszka, amely lehetővé teszi, hogy a deszka a vízfelszín fölé emelkedjen.
  - Szinte "lebegésként" érzékelhető mozgás, gyors és technikás forma.

## Más jelentés
- Az internet világában szűkebb értelemben az egyik oldalról a másikra, majd egy újabbra való továbbhaladást nevezik szörfölésnek. Tágabb értelemben a böngészőprogram használatát jelenti.